# آرتور گرینسلید
آرتور گرینسلید (انگلیسی: Arthur Greenslade؛ ‏ ۴ مهٔ ۱۹۲۳ – ۲۷ نوامبر ۲۰۰۳) موسیقی‌دان، تنظیم‌کننده، رهبر ارکستر، آهنگساز و نوازنده پیانو اهل بریتانیا بود.
وی با هنرمندانی چون جک جونز، جنسیس، کت استیونز، دایانا راس، داستی اسپرینگفیلد، شرلی بسی و سرژ گنسبور همکاری داشت.